# آدم العبد
آدم العبد (عربی: آدم العبد؛ زادهٔ ۱۱ سپتامبر ۱۹۸۴) یک ورزشکار اهل مصر است.
از باشگاه‌هایی که در آن بازی کرده‌است می‌توان به باشگاه فوتبال برایتون و هاو آلبیون، باشگاه فوتبال بریستول سیتی، باشگاه فوتبال بری، باشگاه فوتبال سوئیندون تاون، باشگاه فوتبال جیلینگام، و تیم ملی فوتبال مصر اشاره کرد.
وی همچنین در تیم ملی فوتبال مصر بازی کرده است.